# Sphinx de l'euphorbe
 Hyles euphorbiae
Espèce
Le Sphinx de l'euphorbe (Hyles euphorbiae) est une espèce de lépidoptères de la famille des Sphingidae, sous-famille des Macroglossinae, de la tribu des Macroglossini, et du genre Hyles.

## Systématique
L'espèce Hyles euphorbiae a été décrite par le naturaliste suédois Carl von Linné en 1758, sous le nom initial de Sphinx euphorbiae .

### Synonymie
- Sphinx euphorbiae Linnaeus, 1758 Protonyme
- Sphinx esulae Hufnagel, 1766
- Deilephila esulae Boisduval, 1834
- Deilephila euphorbiae paralias Nickerl, 1837
- Deilephila euphorbiae helioscopiae (de Selys-Longchamp, 1857)
- Deilephila euphorbiae grentzenbergi Staudinger, 1885
- Deilephila euphorbiae lafitolii Thierry-Mieg, 1889
- Deilephila euphorbiae rubescens Garbowski, 1892
- Deilephila euphorbiae defecta Bartel, 1902
- Celerio euphorbiae conspicua Rothschild & Jordan, 1903
- Celerio euphorbiae cyparissiae Schultz, 1903
- Celerio euphorbiae nigrescens Rothschild & Jordan, 1903
- Celerio euphorbiae restricta Rothschild & Jordan, 1903
- Celerio euphorbiae rufomelana Tutt, 1904
- Celerio euphorbiae brunnescens Schultz, 1904
- Celerio euphorbiae bilinea Schultz, 1904
- Celerio euphorbiae suffusa Tutt, 1904
- Deilephila euphorbiae mediofasciata Mayer, 1907
- Celerio euphorbiae viverina (Denso, 1908)
- Deilephila euphorbiae cuspidata Rebel, 1908
- Deilephila euphorbiae mosana Lambillion, 1908
- Celerio euphorbiae vandalusica Ribbe, 1910
- Celerio euphorbiae demaculata Schultz, 1911
- Celerio euphorbiae grisea (Closs, 1911)
- Celerio euphorbiae latefasciata Schultz, 1911
- Celerio euphorbiae perfulva Schultz, 1911
- Celerio euphorbiae subvittata Schultz, 1911
- Deilephila euphorbiae etrusca Verity, 1911
- Celerio euphorbiae ziczac Fritsch, 1912
- Celerio euphorbiae decolorata (Closs, 1913)
- Celerio euphorbiae pallida Closs, 1913
- Celerio euphorbiae variegata Closs, 1913
- Celerio euphorbiae annellata Closs, 1915
- Celerio euphorbiae rühlii Bandermann, 1915
- Hyles euphorbiae gönneri Bandermann, 1915
- Celerio euphorbiae unimacula Closs, 1915
- Deilephila euphorbiae krancheri Bandermann, 1916
- Celerio euphorbiae clossi Hannemann, 1917
- Celerio euphorbiae albicans (Closs, 1917)
- Celerio euphorbiae elliana Bandermann, 1917
- Celerio euphorbiae krombachi (Closs, 1917)
- Celerio euphorbiae nigricans Closs, 1917
- Celerio euphorbiae olivacea (Closs, 1917)
- Celerio euphorbiae sinensis Closs, 1917
- Deilephila euphorbiae coniuncta Lütkemeyer, 1920
- Celerio euphorbiae jachani (Closs, 1921)
- Celerio euphorbiae strasillai Stauder, 1921
- Celerio euphorbiae canarina Wladasch, 1924
- Celerio euphorbiae caecigena Bandermann, 1924
- Celerio euphorbiae griseonympha Bandermann, 1924
- Celerio euphorbiae rudolfi Bandermann, 1924
- Celerio euphorbiae silesiana Wladasch, 1924
- Deilephila euphorbiae nigerrima Sälzl, 1924
- Celerio euphorbiae sulphurata Bandermann, 1925
- Celerio euphorbiae conspicuata Bandermann, 1926
- Celerio euphorbiae nigrofasciata Igel, 1928
- Celerio euphorbiae clementiae Bayard, 1928
- Celerio euphorbiae argustana Bandermann, 1928
- Celerio euphorbiae ernata Bandermann, 1928
- Celerio euphorbiae flaveola Bandermann, 1928
- Celerio euphorbiae ilia Bandermann, 1928
- Celerio euphorbiae nymphaea Bandermann, 1928
- Celerio euphorbiae rothschildi Stauder, 1928
- Celerio euphorbiae viereckana Bandermann, 1928
- Celerio euphorbiae cyanea Wladasch, 1929
- Celerio euphorbiae atrolimbata Dannehl, 1929
- Celerio euphorbiae flavidior Sohn-Rethel, 1929
- Celerio euphorbiae grentzenbergi-ziczac Wladasch, 1929
- Celerio euphorbiae incarnate Wladasch, 1929
- Celerio euphorbiae lilacina Wladasch, 1929
- Celerio euphorbiae philippsi Bandermann, 1929
- Celerio euphorbiae subiacensis Dannehl, 1929
- Celerio euphorbiae testata Wladasch, 1929
- Celerio euphorbiae typica-latifolei Wladasch, 1929
- Celerio euphorbiae umbrata Gehlen, 1929
- Celerio euphorbiae giganteomaculata Gehlen, 1930
- Celerio euphorbiae apiciplaga Gehlen, 1930
- Celerio euphorbiae dolomiticola Stauder, 1930
- Celerio euphorbiae nebulosa Gehlen, 1930
- Celerio euphorbiae nigerrima Gehlen, 1930
- Celerio euphorbiae virescens Gehlen, 1930
- Celerio euphorbiae cleopatra (Wladasch, 1931)
- Celerio euphorbiae farinata (Wladasch, 1931)
- Celerio euphorbiae multicolor (Wladasch, 1931)
- Deilephila euphorbiae oberthueri Bandermann, 1931
- Celerio euphorbiae roseata Bandermann, 1931
- Celerio euphorbiae nigra Gehlen, 1932
- Celerio euphorbiae bandermanni Wladasch, 1933
- Celerio euphorbiae grisearubea-saumoneae Wladasch, 1933
- Celerio euphorbiae rubescens-mediofasciata-olivacea Wladasch, 1933
- Celerio euphorbiae galiata Bandermann, 1934
- Celerio euphorbiae zableri Bandermann, 1934
- Celerio euphorbiae filapjewi O. Bang-Haas, 1936
- Celerio euphorbiae confusa (Wladasch, 1939)
- Celerio euphorbiae ancestralis (Wladasch, 1939)
- Celerio euphorbiae effuscata (Wladasch, 1939)
- Celerio euphorbiae heliophila (Wladasch, 1941)
- Celerio euphorbiae vinacea-reducta (Wladasch, 1941)
- Deilephila euphorbiae aczeli Bezsilla, 1943
- Celerio euphorbiae suarezi Agenjo, 1952
- Celerio euphorbiae angustefasciata (Villarrubia, 1974)
- Celerio euphorbiae latefasciata (Vilarrubia, 1974)
- Celerio euphorbiae minor (Vilarrubia, 1974)
- Celerio euphorbiae lucida Derzhavets, 1980

## Taxinomie
Il existe deux sous-espèces
- Hyles euphorbiae euphorbiae (Linnaeus, 1758)
- Hyles euphorbiae conspicua (Rothschild & Jordan, 1903)

## Description

### Chenille

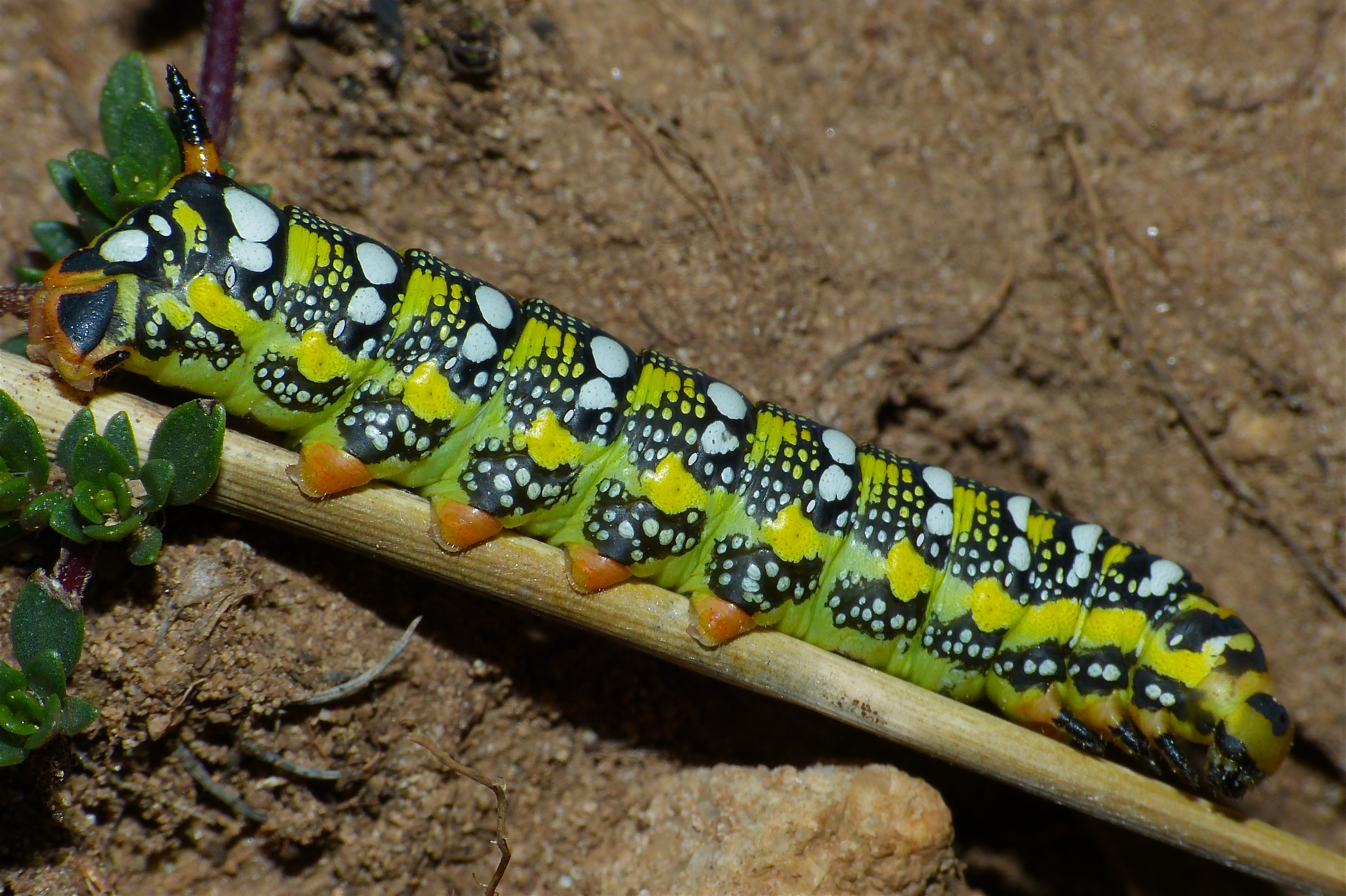
Chenille
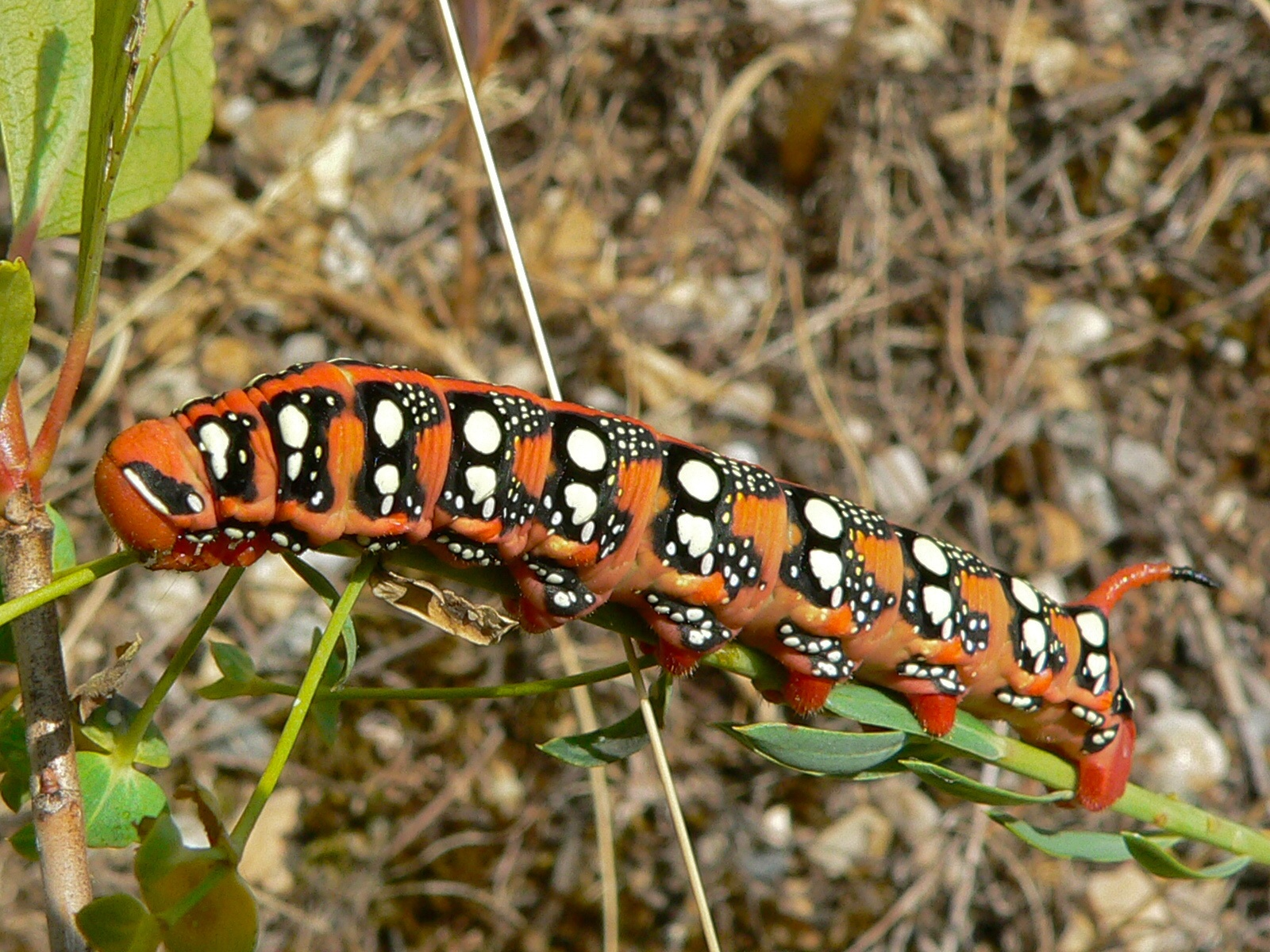
Chenille
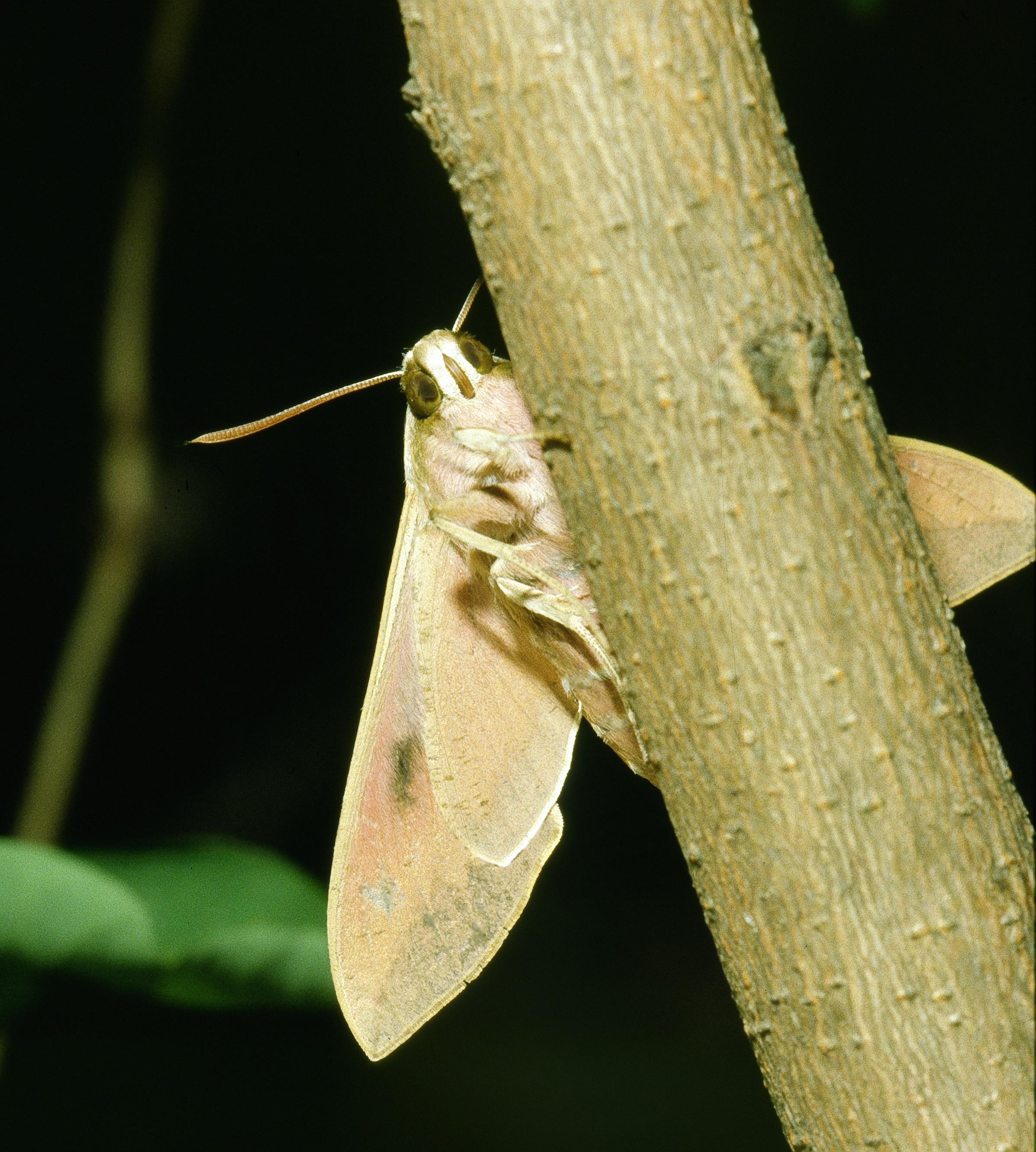
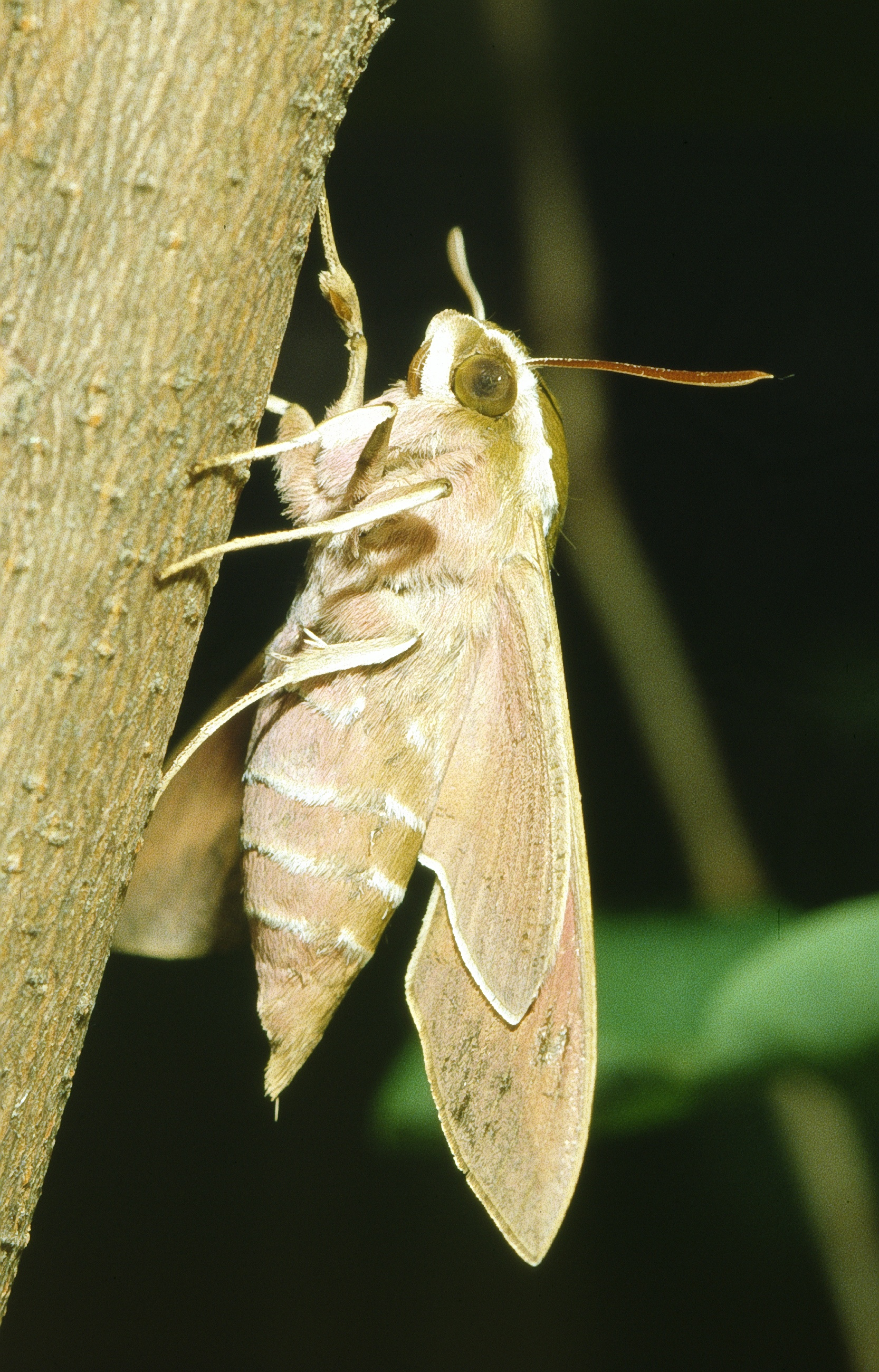
Profil

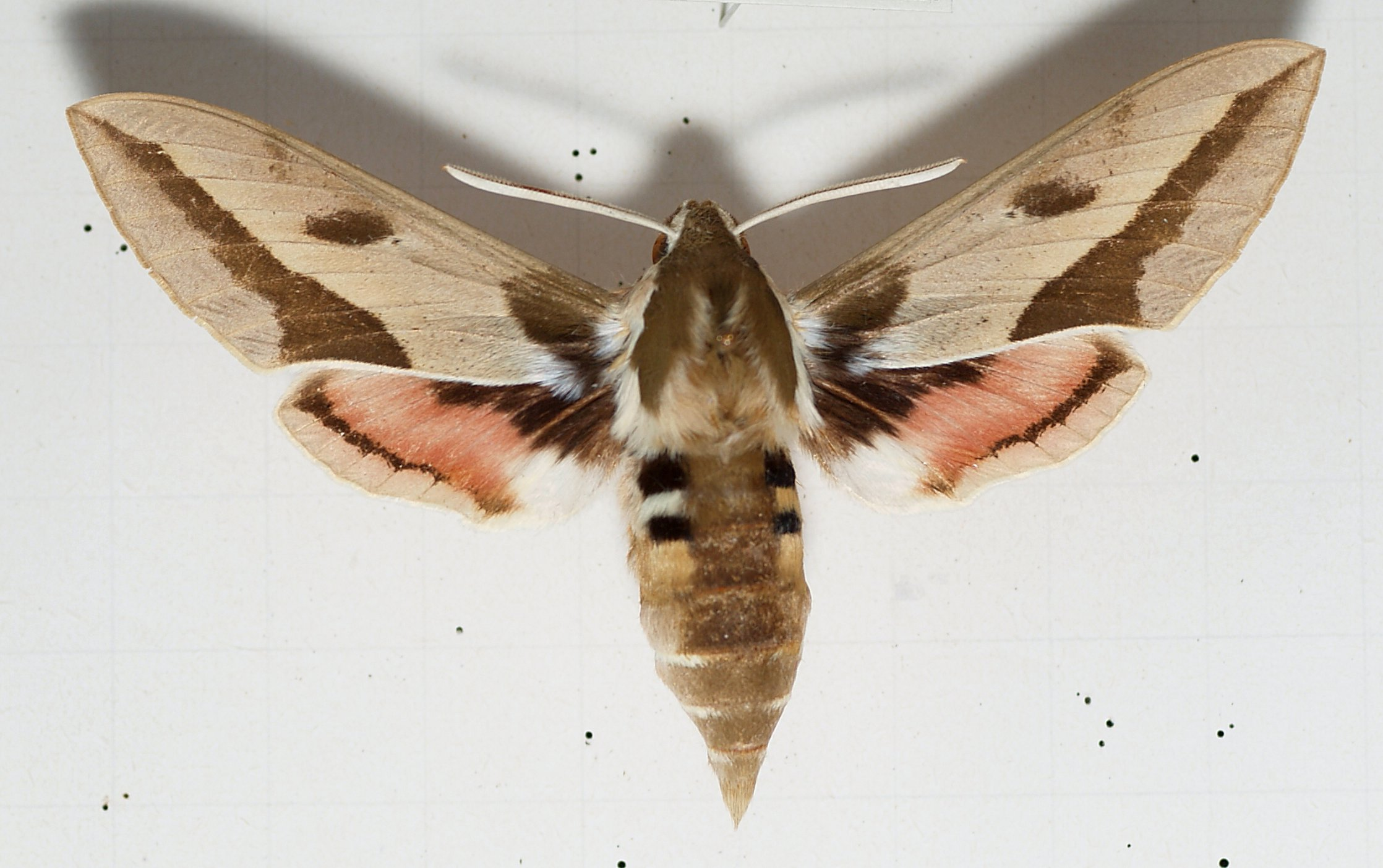

De longueur maximale de 8 cm, la chenille, toxique, vu son appétence envers des plantes elles-mêmes toxiques, est très visible car vivement colorée, c'est un exemple d'aposématisme (couleurs d'avertissement).
Hyles euphorbiae euphorbiae

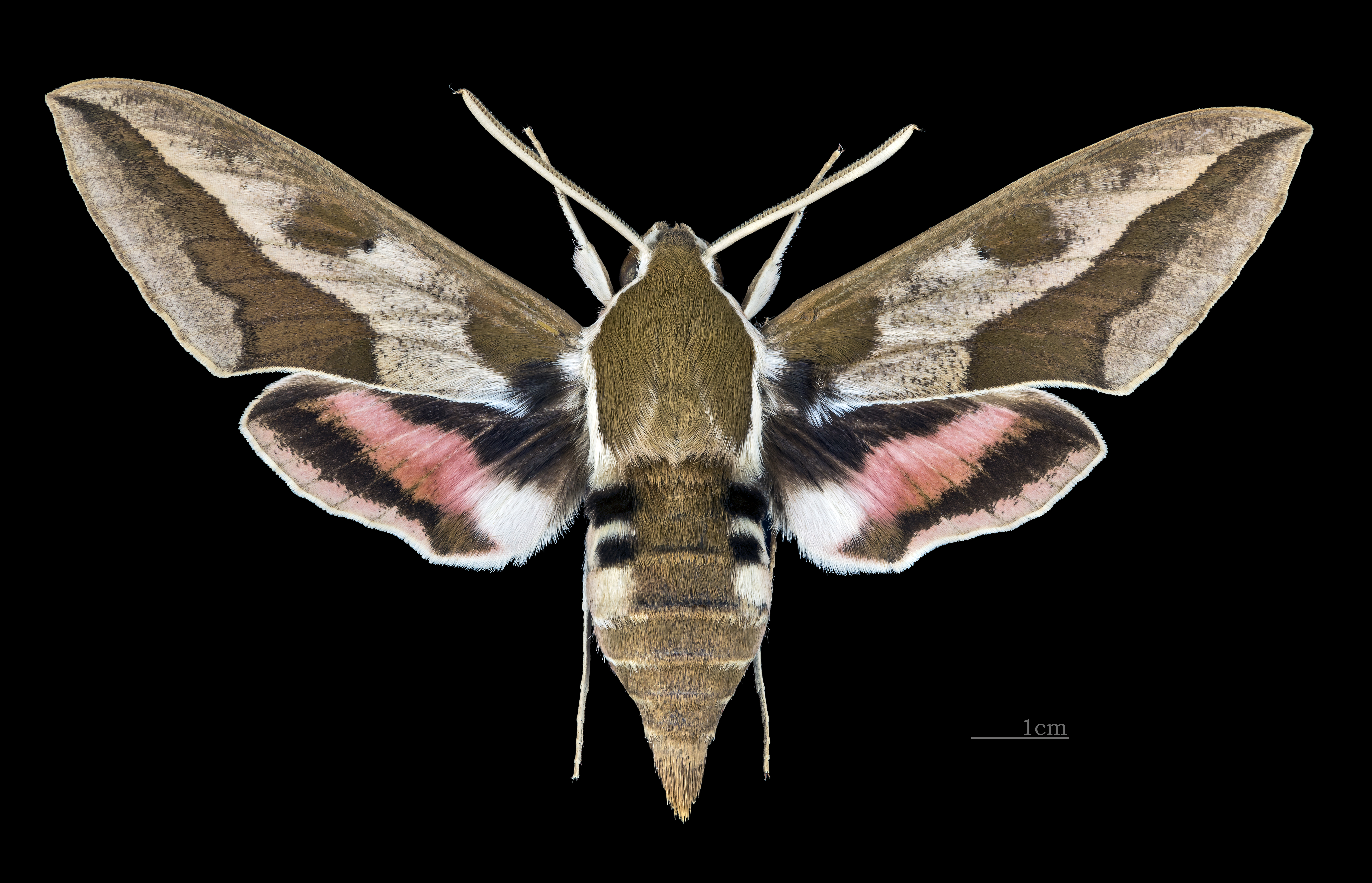
♂ face dorsale - (coll.MHNT)
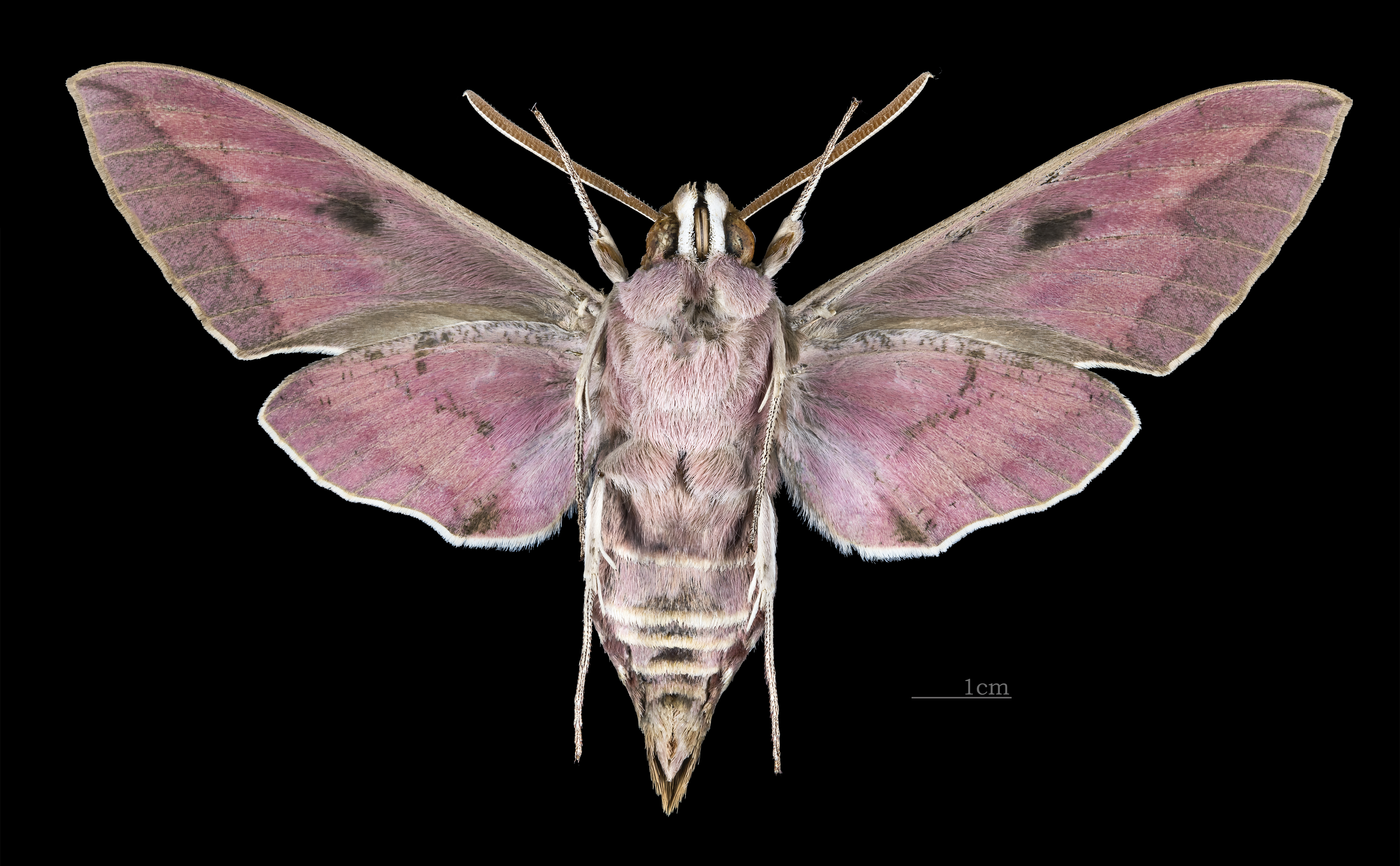
♂ △ revers - (coll.MHNT)
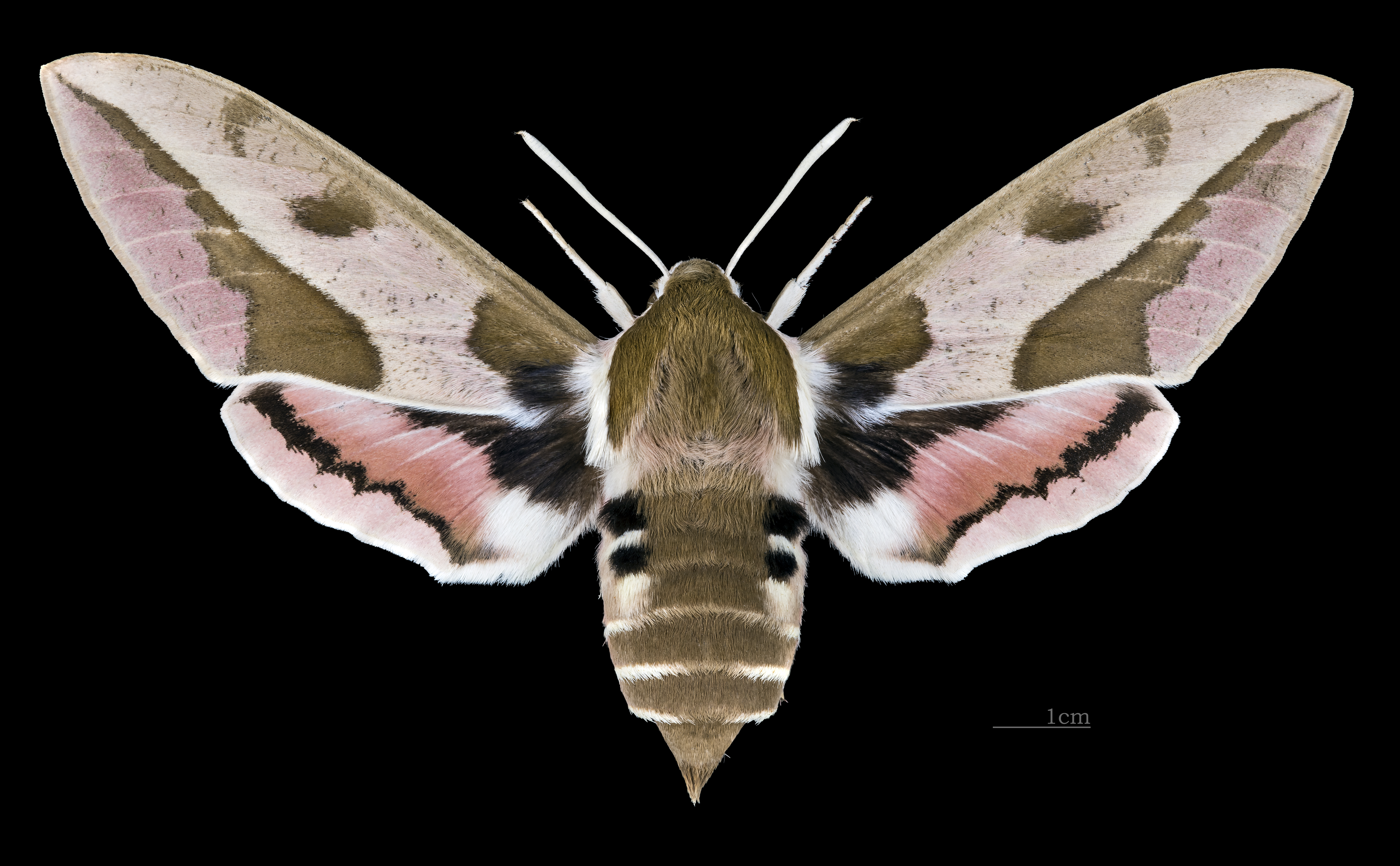
♀ face dorsale - (coll.MHNT)
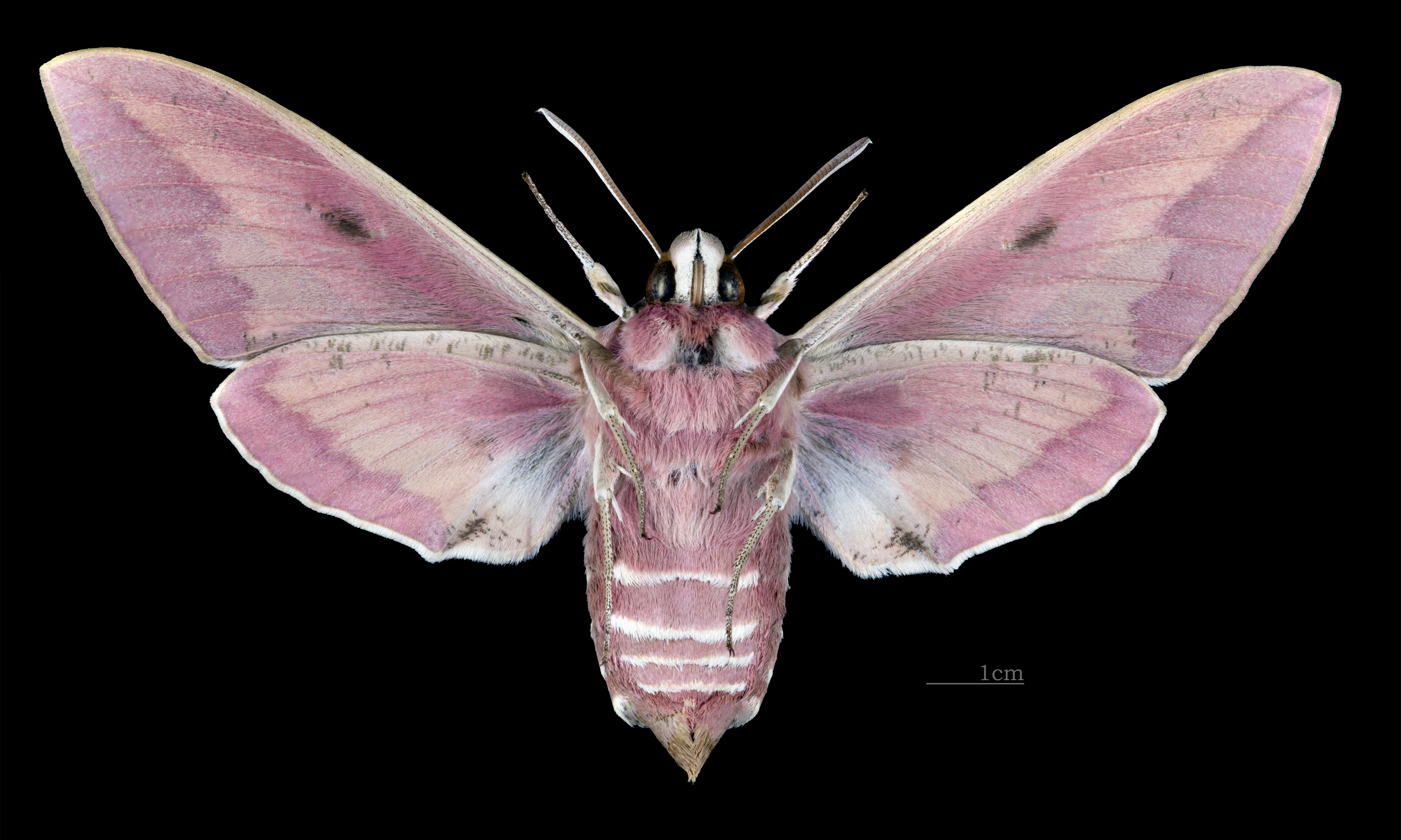
♀ △ revers - (coll.MHNT)

- Chenille
- Chenille
- Profil

Hyles euphorbiae conspicua

## Aire de répartition
Le sphinx de l'euphorbe se rencontre depuis le sud et le centre de l'Europe jusqu'en Asie centrale. Pratiquement partout en France.
Il a été introduit au Canada en Ontario sur l'euphorbe petit-cyprès en 1965. Il s'est depuis établi en Amérique du Nord.

## Habitat
En Europe, il est principalement associé à l'euphorbe petit-cyprès, (Euphorbia cyparissias), mais il se rencontre également sur Euphorbia esula, Euphorbia gerardiana, Euphorbia paralias et d'autres espèces du sous-genre Esula.

## Lutte biologique
D'après le ministère canadien de l'agriculture, le sphinx de l'euphorbe peut être utilisé comme agent de lutte biologique (insecte défoliateur) pour limiter la prolifération de l'euphorbe petit-cyprès en Amérique du Nord.
« Dans des essais sans choix, des chenilles se sont également développées sur Euphorbia epithymoides, Euphorbia lathyris (sous-genre Esula) Euphorbia marginata (Agaloma), mais pas sur les sous-genres Poinsettia et Chamaesyce ni sur d'autres plantes, à l'exception de la salicaire Lythrum salicaria (Lythraceae). L'Hyles euphorbiae devrait attaquer des euphorbes nord-américaines du sous-genre Esula, mais son abondance aux États-Unis est limitée par un virus entomopathogène. »

## Espèce proche
Ce sphinx peut être confondu avec Hyles gallii (le sphinx du gaillet ou de la garance) dont les ailes antérieures présentent une bande brune continue vers l'avant et les ailes postérieures, une moins grande extension de teinte rose vers l'arrière.